# Вороніно (Опочецький район)
Вороніно (рос. Воронино) — присілок в Опочецькому районі Псковської області Російської Федерації.
Населення становить 21 особу. Входить до складу муніципального утворення Глубоковська волость.

## Історія
Від 2015 року входить до складу муніципального утворення Глубоковська волость.

## Населення
| 2001 | 2002 | 2010 | 2013 | 2014 | 2015 | 2016 |
| ---- | ---- | ---- | ---- | ---- | ---- | ---- |
| 14   | ↗18  | ↘15  | ↗21  | ↗22  | →22  | ↘21  |